# Rutilus
Rutilus Rafinesque, 1820
è un genere di pesci ossei appartenenti alla famiglia dei Cyprinidae ed all'ordine dei Cypriniformes.

## Distribuzione e habitat
I membri di questo genere sono diffusi nelle acque dolci di tutta Europa (eccetto la zona più settentrionale).
Una specie (R. pigus) è autoctona ed endemica del territorio italiano, una (R. rutilus) è alloctona e ben acclimatata in molte acque soprattutto della Pianura Padana.

## Specie
Al genere appartengono le seguenti specie:
- Rutilus albus
- Rutilus basak
- Rutilus caspicus
- Rutilus frisii
- Rutilus heckelii
- Rutilus karamani
- Rutilus kutum
- Rutilus meidingerii
- Rutilus ohridanus
- Rutilus panosi
- Rutilus pigus
- Rutilus prespensis
- Rutilus rutilus
- Rutilus virgo
- Rutilus ylikiensis